# Special Olympics Aruba
Special Olympics Aruba (englisch: Special Olympics Aruba) ist der arubische Verband von Special Olympics International, der weltweit größten Sportbewegung für Menschen mit geistiger Beeinträchtigung und Mehrfachbeeinträchtigung. Ziel ist die sportliche Förderung dieser Personengruppe und die Sensibilisierung der Gesellschaft für sie. Außerdem betreut der Verband die arubischen Athletinnen und Athleten bei den Special Olympics Wettbewerben.

## Geschichte
Special Olympics Aruba wurde in den späten 1970er Jahren mit Sitz in Oranjestad gegründet.

## Aktivitäten
2021 waren 173 Athletinnen, Athleten und Unified Partner sowie 11 Trainer bei Special Olympics Aruba registriert.
Der Verband nahm 2022 an den Programmen Law Enforcement Torch Run (LETR), Athlete Leadership, Healthy Athletes, Young Athletes, Motor Activities Training Program (MATP) und Unified Sports teil, die von Special Olympics International ins Leben gerufen worden waren.

### Sportarten
Folgende Sportarten wurden 2019 vom Verband angeboten:
- Boccia (Special Olympics)
- Bowling (Special Olympics)
- Cricket
- Floor Hockey (Special Olympics)
- Freiwasserschwimmen
- Fußball (Special Olympics)
- Golf (Special Olympics)
- Kraftdreikampf (Special Olympics)
- Leichtathletik (Special Olympics)
- Reiten (Special Olympics)
- Tischtennis (Special Olympics)
- Volleyball (Special Olympics)

### Teilnahme an Weltspielen vor 2020
(Quelle:)
- 2011 Special Olympics World Summer Games, Athen (Athletinnen und Athleten)
- 2013 Special Olympics World Winter Games, PyeongChang, Südkorea (Athletinnen und Athleten)
- 2015 Special Olympics World Summer Games, Los Angeles, USA (Athletinnen und Athleten)
- 2019 Special Olympics, World Summer Games, Abu Dhabi (21 Athletinnen und Athleten)[2]

### Teilnahme an den Special Olympics World Summer Games 2023 in Berlin
Special Olympics Aruba nahm an den Special Olympics World Summer Games 2023 teil. Die Delegation mit etwa 30 Personen wurde vor den Spielen im Rahmen des Host Town Program von Kaufbeuren betreut. Das Team gewann bei diesen Weltspielen zwei Gold-, zwei Silber- und zwei Bronzemedaillen.